# Volvo EM90
Volvo EM90 är en eldriven minibuss som Volvo Personvagnar introducerade i november 2023.

## Volvo EM90
Volvo EM90 är Volvos första MPV-modell. Bilen bygger på samma bilplattform som koncernsyskonet Zeekr 009. EM90 kommer först att säljas i Kina, därefter kan den komma att introduceras på andra marknader.